# Alessandro Ricciardelli
Pour les articles homonymes, voir Ricciardelli.
À ne pas confondre avec le compositeur italien Alessandro Ricciarelli.
Alessandro Ricciardelli, né en 1780 à Faenza et mort en 1861 dans la même ville, est un peintre académique italien des XVIIIe et XIXe siècles.  

## Biographie
Alessandro Ricciardelli naît en 1780 à Faenza, dans une famille noble locale. Il dévoue sa vie entière aux arts, apprenant la peinture, le dessin et la miniature. Il s'oriente rapidement vers l'art académique tardif avec des œuvres aux sujets principalement mythologiques, comme un Vénus au bain (collection privée), ou des portraits, comme celui exposé à la Pinacothèque municipale de Faenza (it).
Il aime passer du temps et peindre à sa villa de vacances de San Ruffillo, près de Faenza, construite au XVIIe siècle et agrandie au XVIIe siècle. En 1843, il réalise une copie d'une peinture maintenant exposée à la pinacothèque municipale pour l'Église di San Rocco de Ravenne (it). Il a eu comme élève Achille Calzi senior.

## Œuvres
Liste non-exhaustive de ses œuvres :